# Кочетова, Лариса Анатольевна
Лари́са Анато́льевна Кочетова (род. 2 января 1966) — российский лингвист, доктор филологических наук, профессор.

## Биография
В 1998 году окончила Волгоградский государственный университет, квалификация «Филолог. Преподаватель английского языка и литературы».
В 1999 году в альма-матер защитила диссертацию на соискание учёной степени кандидата филологический наук по специальности 10.02.04: Германские языки, тема: «Лингвокультурные характеристики английского рекламного дискурса». По той же специальности в 2013 году в ВолГУ защитила диссертацию на соискание учёной степени доктора филологических наук, тема: «Английский рекламный дискурс в динамическом аспекте» (официальные оппоненты: д.филол.н, доцент И. В. Кононова, д.филол.н, профессор О. А. Радченко, д.филол.н, профессор В. М. Савицкий). Научным руководителем и и научным консультантом диссертационных исследований выступал д.филол.н., профессор В. И. Карасик.
Работает в ВолГУ. В настоящее время является профессором кафедры теории и практики перевода и лингвистики.

## Научная деятельность
Профессор Л. А. Кочетова является автором более 100 научных и научно-методических работ на русском и английском языках (монографий, статей в ведущих статусных научных журналах, учебников и учебных пособий), посвященных проблемам современного английского языка, дискурсивно-коммуникативным исследованиям, корпусной лингвистике, корпусной методологии, функциональной лексикология английского языка, лингвокультурологическому описание английского языка. Индекс Хирша — 12.
Член диссертационных советов Д 212.029.05 при ВолГУ и Д 212.354.09 при СПбГЭУ.

## Основные труды

#### Монографии
- Кочетова Л. А. Английский рекламный дискурс в динамическом аспекте / Л. А. Кочетова: монография. — Волгоград: Волгоградское научное издательство, 2013. — 404 с.

#### Участие в коллективных монографиях
- Андреева В. А., Белоглазова Е. В., Вольский А. Л. и др. Художественный текст: формулы смысла: Коллективная монография / В. А. Андреева, Е. В. Белоглазова, А. Л. Вольский и др. — М.: Издательство «Флинта», 2022. — 296 с.
- Кочетова Л. А. 3.2. Динамика эвиденциальности в коммуникативных практиках англоязычного новостного дискурса / Л. А. Кочетова, О. С. Волкова // Реальность. Вымысел. Текст: Коллективная монография / Под редакцией Н. Л. Шамне, Л. А. Кочетовой. — Волгоград: Волгоградский государственный университет, 2019. — С. 157—181.
- Колокольцева Т. Н., Горошко Е. И., Галичкина Е. Н. Интернет-коммуникация как новая речевая формация: Коллективная монография / Т. Н. Колокольцева, Е. И. Горошко, Е. Н. Галичкина и др. — 4-е издание, стереотипное. — М.: Издательство «Наука», 2018. — 328 с.
- Кочетова Л. А. Лингвосемиотика английского рекламного дискурса / Л. А. Кочетова // Лингвосемиотика дискурса: Коллективная монография к 60-летию профессора Андрея Владимировича Олянича. — Волгоград: ПринТерра-Дизайн, 2017. — С. 58—66.
- Кочетова Л. А. Динамика рекламной коммуникации : от традиционной модели к интерактивной / Л. А. Кочетова // Интернет-коммуникация как новая речевая формация: коллект. монография / науч. ред. Т. Н. Колокольцева. — М.: Флинта; Наука, 2012. — С. 255—270.
- Кочетова Л. А. Семиотика интертекстуальности рекламного дискурса : динамический аспект / Л. А. Кочетова // Дискурс, культура, ментальность: коллект. монография / отв. ред. М. Ю. Олешков. — Нижний Тагил: Нижнетагильская государственная социально-педагогическая академия, 2011. — 526 с. (Серия «Язык и дискурс». Выпуск 3). — С. 450—461.
- Кочетова Л. А. Тенденции развития рекламного дискурса (на материале английской рекламы) / Л. А. Кочетова // Рекламный дискурс и рекламный текст: коллект. монография / науч. ред. Т. Н. Колокольцева. — М.: Флинта; Наука, 2011. — С. 111—137.
- Кочетова Л. А. Динамические процессы в использовании лингвостилистических приемов в дискурсе рекламы / Л. А. Кочетова // Язык и речь: динамические аспекты: коллект. монография. — Волгоград: Волгоградское научное издательство, 2010. — С 219—238.

#### Научные статьи
- Кочетова Л. А. Ключевые слова как индикаторы коммуникативного поведения дискурсивной личности кандидата в президенты США (на материале текстов жанра предвыборных дебатов) / Л. А. Кочетова, Я. Ю. Демкина // Дискурс. — 2022. — Т. 8, № 2. — С. 158—173.
- Кочетова Л. А., Руберт И. Б. Корпусные исследования дискурса в диахронии / Л. А. Кочетова, И. Б. Руберт // Лингвокультурное измерение текста и дискурса. Сборник научных статей. Под редакцией И. В. Кононовой. — Санкт-Петербург, 2019. С. 5—10.
- Kochetova L. A. Diachronic and dialect variation of English intensifying adverbs in the film dialogue discourse: corpus-based study / L. A. Kochetova, E. Yu. Ilyinova // Science Journal of Volgograd State University. Linguistics. — 2022. — Vol. 21, No. 5. — P. 95—107.
- Kochetova L. A. Corpus-based Contrastive Study of Discursive Strategy of Construing Interpersonal Relationsin English Language Academic Discourse / L. A. Kochetova, I. V. Kononova // Journal of Siberian Federal University. Humanities and Social Sciences. — 2022. — Vol. 15, No. 10. — P. 1516—1523.
- Kochetova L. A. Linguistic Diversity: Institutional Mechanisms, Language Policy, and Inclusive Economic Development / L. A. Kochetova // Smart Innovation, Systems and Technologies. — 2022. — Vol. 287. — P. 277—286.

#### Учебники и учебные пособия
- Кочетова Л. А. Лексикология современного английского языка: учебное пособие / Л. А. Кочетова ; Министерство науки и высшего образования Российской Федерации, Федеральное государственное автономное образовательное учреждение высшего образования «Волгоградский государственный университет», Институт филологии и межкультурной коммуникации, Кафедра английской филологии. — Волгоград : Изд-во Волгоградского гос. ун-та, 2021. — 98, [1] с.
- Кочетова Л. А. Алгоритм лингвистического анализа рекламного текста / Л. А. Кочетова // Основы лингвистического мониторинга медиапространства региона: учебное пособие по спецкурсу для студентов-филологов / В. А. Брылева, О. С. Волкова, С. В. Ионова, Е. Ю. Ильинова, Л. А. Кочетова, О. П. Сафонова. — Волгоград: Волгоградское научное издательство, 2011. — С. 86—113.

## Награды
- Почётная грамота Министерства науки и образования Российской Федерации (2017).